# Kétbodony
Kétbodony is een plaats (község) en gemeente in het Hongaarse comitaat Nógrád. Kétbodony telt 526 inwoners (2001).